# Джапана
Джапана (груз. ჯაპანა) — село в Грузии. Находится в Ланчхутском муниципалитете края Гурия, на северных склонах Гурийского хребта, на высоте 50 метров над уровня моря. Принадлежит к Нигоитской сельской общине.
Население села по переписи 2014 года составляет 306 человек, из них большинство грузины. В селе есть средняя школа и 3 православных церкви. Также в Джапане находится средневековая крепость. На территории села есть 3 озера: Джапана, Диди Нарионали и Патара Нарионали. Эти озера являются старицами, так как ранее в этих местах было русло реки Риони.

## Инфраструктура
Через село проходит множество автомобильных дорог, самые важные из которых международная магистраль С12 и трасса Джапана — Абаша. В селе также расположена железнодорожная станция Джапана Грузинской железной дороги (линия Самтредиа — Батуми).